# 拉罗什代萨诺
拉罗什德萨诺（法語：La Roche-des-Arnauds，法語發音：[la ʁɔʃ dez‿aʁno]）是法国上阿尔卑斯省的一个市镇，位于该省西部，属于加普区。

## 地理
拉罗什德萨诺（44°33'48"N, 5°57'23"E）面积53.75 平方千米，位于法国普罗旺斯-阿尔卑斯-蓝色海岸大区上阿尔卑斯省，该省份为法国东南部内陆省份，北起萨瓦省，西北接伊泽尔省，西南接德龙省，南至上普罗旺斯阿尔卑斯省，东北部与意大利接壤。
与拉罗什德萨诺接壤的市镇（或旧市镇、城区）包括：拉弗雷西努斯、加普、芒泰耶、蒙莫尔、拉布。
拉罗什德萨诺的时区为UTC+01:00、UTC+02:00（夏令时）。

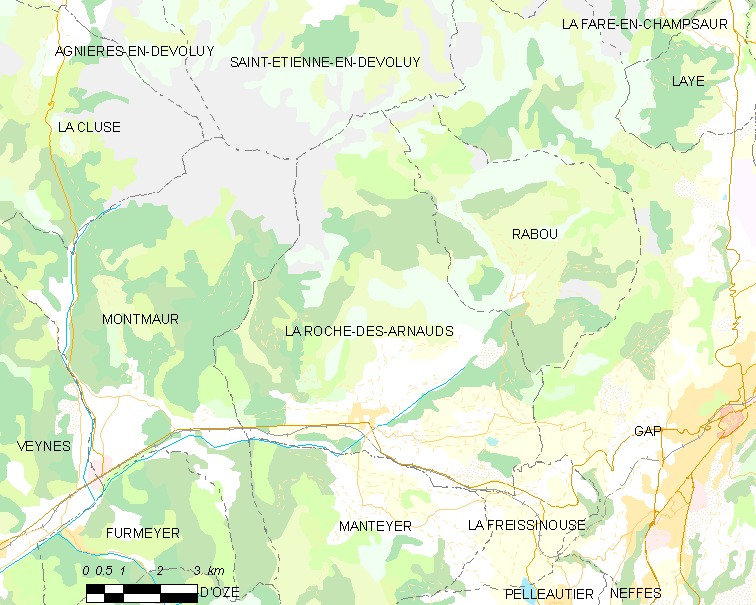
拉罗什德萨诺的OSM定位图

## 行政
拉罗什德萨诺的邮政编码为05400，INSEE市镇编码为05123。

## 政治
拉罗什德萨诺所属的省级选区为韦讷县。

## 人口

1962-2008年间拉罗什德萨诺人口变化图示

拉罗什德萨诺于2022年1月1日时的人口数量为1675人。